# Le Dernier Chien
Pour plus de détails, voir Fiche technique et Distribution.
Le Dernier Chien (El último perro) est un film argentin réalisé par Lucas Demare, sorti en 1956.

## Synopsis
En Argentine, une population fait face aux natifs.

## Fiche technique
- Titre : Le Dernier Chien
- Titre original : El último perro
- Réalisation : Lucas Demare
- Scénario : Lucas Demare, Sergio Leonardo et Guillermo House d'après son roman
- Musique : Lucio Demare
- Photographie : Humberto Peruzzi
- Montage : Nello Melli
- Production : Enrique Faustin, Luis Giudici et Juan Pelich
- Société de production : Atalaya Film
- Pays :  Argentine
- Genre : Drame et historique
- Durée : 95 minutes
- Dates de sortie : 
  -  Argentine : 14 mars 1956

## Distribution
- Domingo Sapelli : Don Facundo
- Hugo del Carril : Nicasio
- Rosa Catá : Dona Juana
- Nelly Panizza : Martina
- Gloria Ferrandiz : Dona Fe
- Nelly Meden : Maria Fabiana
- Mario Passano : El Nato
- Jacinto Herrera : Cantalicio

## Distinctions
Le film a été présenté en sélection officielle en compétition au Festival de Cannes 1956.